# Bolama
Bolama és una vila i un sector de Guinea Bissau, capital de la regió de Bolama, i situada a l'illa homònima dins l'arxipèlag dels Bijagós; és l'illa més propera al continent de tot el grup. Té una superfície 451 kilòmetres quadrats. En 2008 comptava amb una població de 10.161 habitants.

## Història
L'illa de Bolama va estar deshabitada fins que la colonitzaren els britànics en 1792, tot i que l'abandonaren en 1794. Intentaren una nova colonització en 1814, però l'abandonaren novament. Els portuguesos reclamaren Bolama des de 1830, però en 1860, els britànics van declarar l'illa annexa a Sierra Leone. Tanmateix en 1870 una comissió presidida per Ulisses S. Grant va concedir Bolama a Portugal. Posteriorment, en 1879, Bolama va esdevenir la primera capital de la Guinea Portuguesa, fou elevada a la categoria de ciutat el 1913 i així va romandre fins al seu trasllat a Bissau el 1941.
L'illa és considerada reserva de la biosfera i el govern de Guinea Bissau l'ha proposada com a candidata a Patrimoni de la Humanitat, amb què seria el primer indret de l'estat a rebre aquesta distinció. Està unida per mitjà d'un pont amb l'Ilha das Cobras.

## Galeria

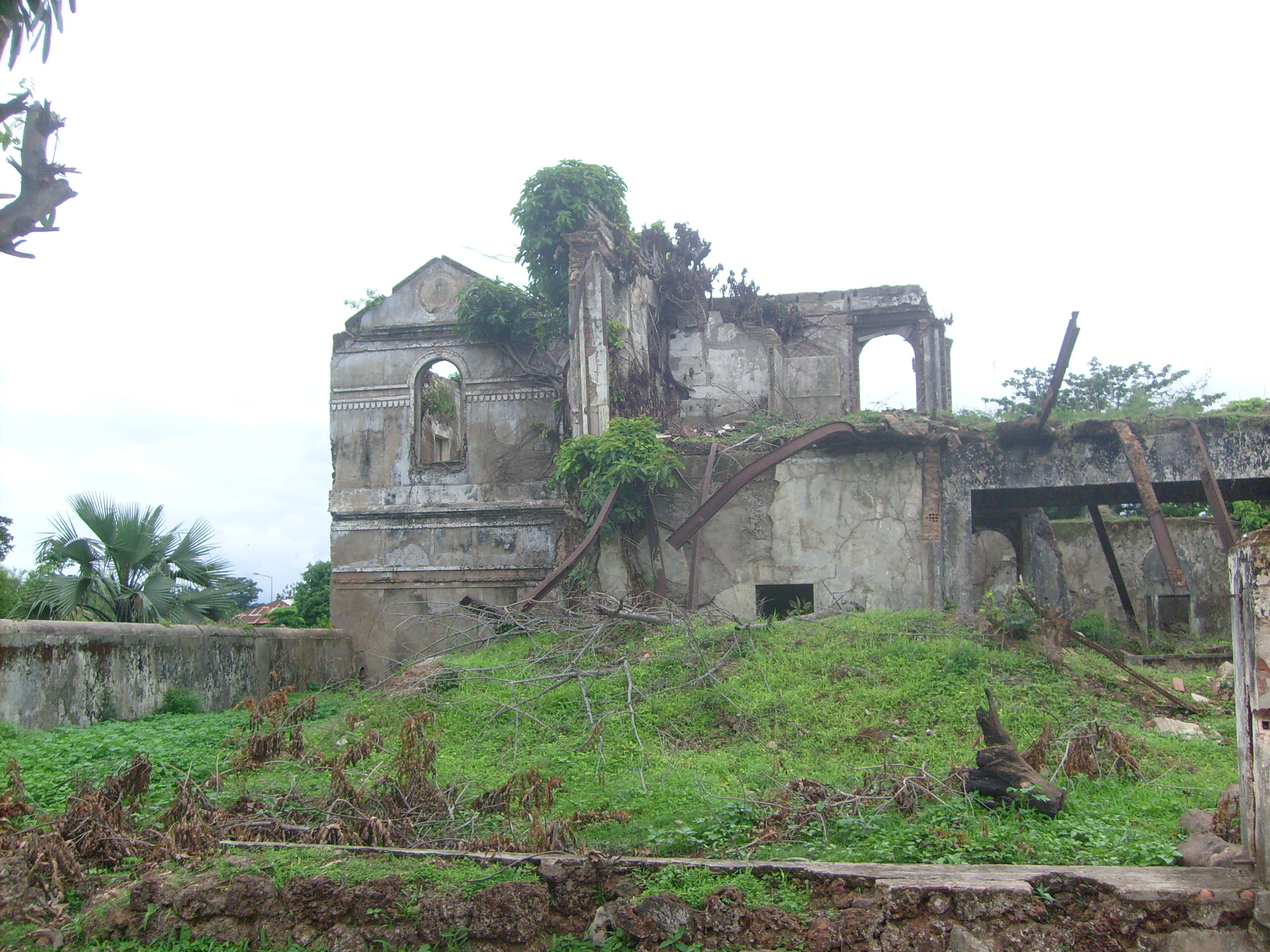
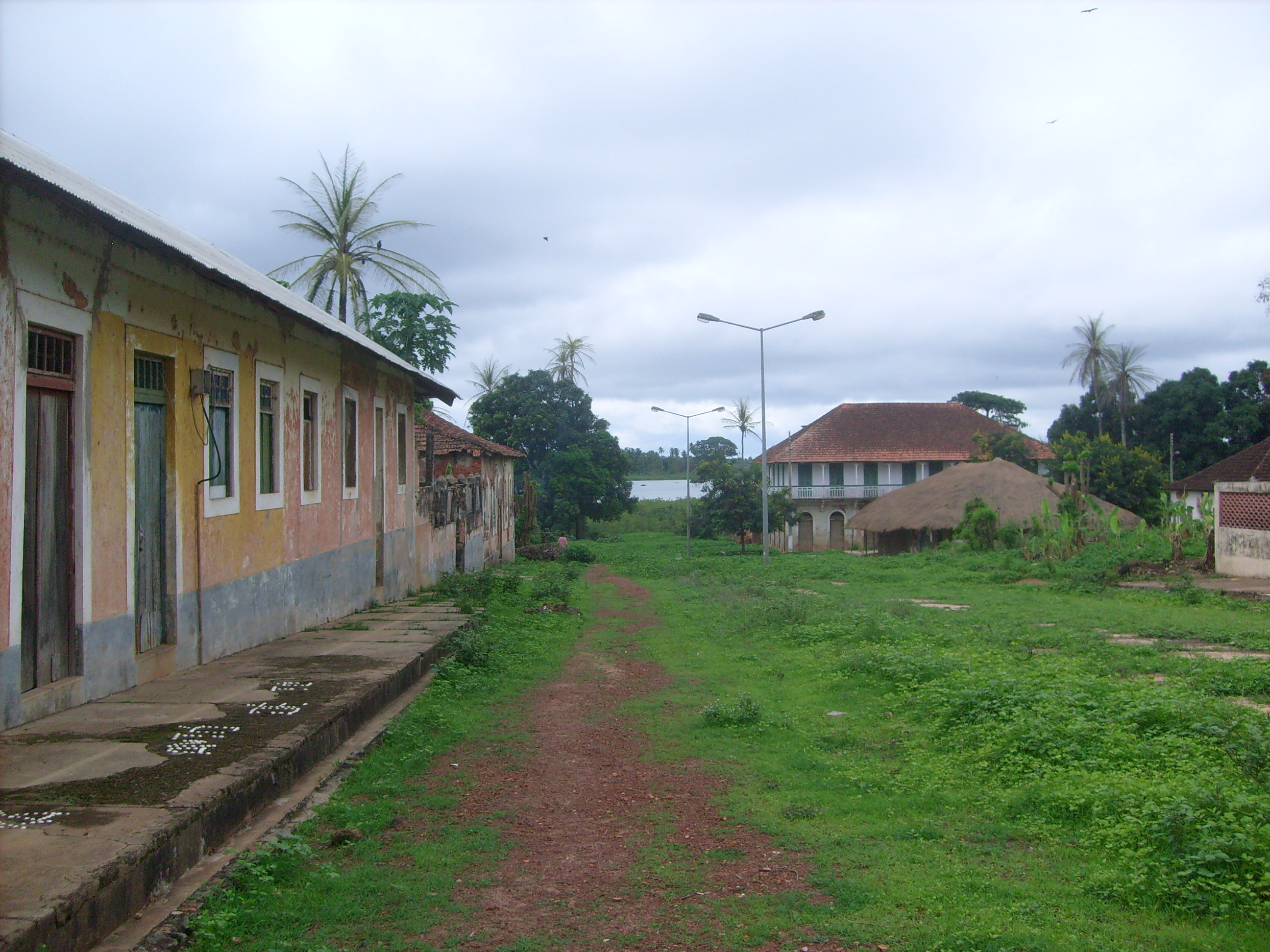
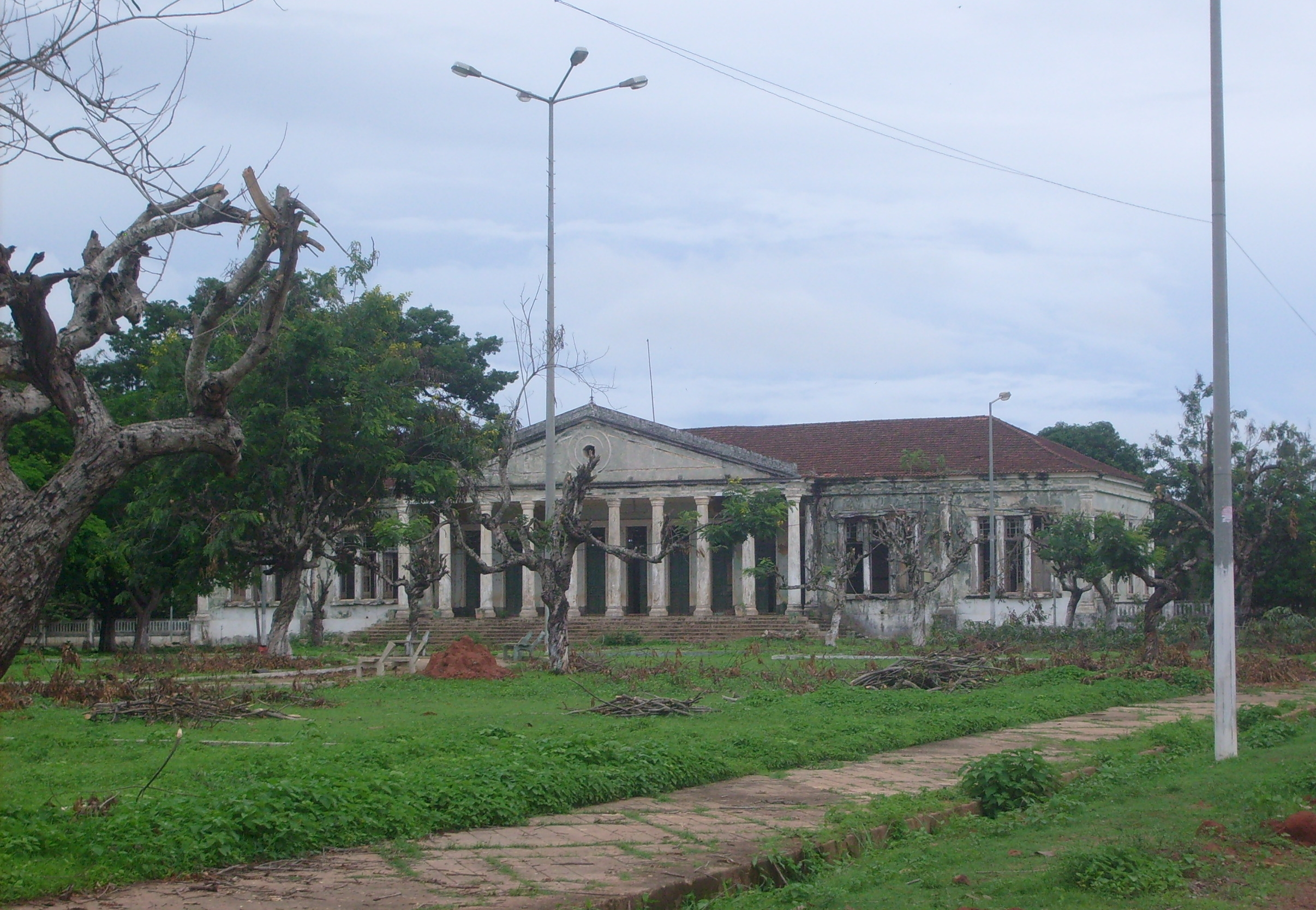

## Agermanaments
- Faro[3]